# Beseritz
Beseritz (pol. hist. Bezrzecze) – gmina w Niemczech, w kraju związkowym Meklemburgia-Pomorze Przednie, w powiecie Mecklenburgische Seenplatte, wchodzi w skład Związku Gmin Neverin.
Na mocy układu w Kremmen (20 czerwca 1236) miasto wraz z Stargardem, Krzemieniem i Ostrowem zostało przekazane przez Warcisława III Brandenburgii.